# Tessa Wullaert
Tessa Wullaert, född den 19 mars 1993 i Tielt, är en belgisk fotbollsspelare (anfallare) som sedan år 2015 spelar i den tyska klubben VfL Wolfsburg, dit hon värvades från Standard Liège.
Wullaert var en del av det belgiska landslag som år 2017 deltog i landets första Europamästerskap i fotboll för damer. Tessa Wullaert är den spelare som har gjort flest landslagsmål för Belgien.